# Ataxia cineracea
Ataxia cineracea là một loài bọ cánh cứng trong họ Cerambycidae.